# Maximiliano Cavanna
Maximiliano Cavanna (Buenos Aires, 2 de julho de 1988) é um voleibolista argentino, representante da Seleção Argentina. Atua como levantador e desde a temporada 2020/2021 é jogador do clube polonês  Aluron Virtu CMC Zawiercie.

## Títulos
Clubes
Copa ACLAV:
- 2007, 2008, 2011, 2016

Campeonato Argentino:
- 2008, 2009, 2018
- 2017, 2019

Copa Master:
- 2017

Campeonato Sul-Americano de Clubes:
- 2019

Seleção principal
Jogos Pan-Americanos:
- 2011

Copa Pan-Americana:
- 2017
- 2019

## Premiações individuais
- 2019: Melhor levantador da Campeonato Sul-Americano de Clubes